# Maranzana
Maranzana är en ort och kommun i provinsen Asti i regionen Piemonte i Italien. Kommunen hade 257 invånare (2018).